# Xuất thân luận
Xuất thân luận (tiếng Trung: 出身论; bính âm: Chūshēn lùn), còn được dịch là Bàn về thân thế gia đình, Thuyết về phả hệ giai cấp, là bài viết của Ngộ La Khắc được xuất bản vào tháng 1 năm 1967 trên Tạp chí Cách mạng Văn hóa Trung học. Trong bài viết này, anh đã dám thách thức "thuyết huyết thống" do con cái các quan chức cấp cao của Đảng Cộng sản Trung Quốc truyền bá. Lý thuyết này từng được lưu hành rộng rãi trong xã hội Trung Quốc và gây ra những tác động tiêu cực nghiêm trọng từ quan điểm duy vật.
Ngộ La Khắc bị buộc tội phản cách mạng và bị kết án tử hình vì chuyên luận nổi tiếng Xuất thân luận.
Bài viết của Ngộ La Khắc lặp lại lời chỉ trích của Tổ Cách mạng Văn hóa Trung ương về "thuyết huyết thống", đã gây ra phản ứng mạnh mẽ trên khắp đất nước Trung Quốc. Tháng 4 năm 1967, bài viết này bị dán nhãn là "cỏ độc lớn". Ngày 5 tháng 1 năm 1968, Ngộ La Khắc bị bắt và tống giam vào tù mãi cho đến ngày 5 tháng 3 năm 1970 mới bị đem ra xử tử.

## Đánh giá
Một số chuyên gia và học giả Trung Quốc mô tả Xuất thân luận là Tuyên ngôn Nhân quyền của Trung Quốc.
Nhà sử học người Mỹ gốc Hoa Tống Vĩnh Nghị coi bản Xuất thân luận này là "tuyên ngôn nhân quyền trong bóng tối".
Xuất thân luận đánh dấu tư duy độc lập đầu tiên ở Trung Quốc vào những năm 1960 đã phá vỡ khuôn khổ tư tưởng của Cách mạng Văn hóa, không tập trung vào cái gọi là "đường lối chính trị" thống trị sinh viên trong Cách mạng Văn hóa, mà tập trung vào các vấn đề xã hội thực sự. Vào thời điểm đó, tư tưởng của Ngộ La Khắc rất tiến bộ không chỉ bị những kẻ ủng hộ "thuyết huyết thống" là Hồng vệ binh chỉ trích mà còn bị nhiều tổ chức sinh viên tạo phản phê phán.